# Gummy Song Skull
Gummy Song Skull es un EP de la banda de rock estadounidense The Flaming Lips que forma parte de la serie The Flaming Lips 2011. Se lanzó como edición limitada en una memoria USB dentro de un cerebro humano engomado, dentro de una calavera. Sólo salió a la venta en algunas tiendas de Estados Unidos al precio de 150 dólares. Aún no se ha publicado en ningún otro formato.

## Lista de canciones
| N.º | Título                           | Duración |  |
| 1.  | «Drug Chart»                     | 5:16     |  |
| 2.  | «In Our Bodies Out of Our Heads» | 4:43     |  |
| 3.  | «Walk with Me»                   | 5:39     |  |
| 4.  | «Hillary's Time Machine Machine» | 9:03     |  |

## Personal
- Wayne Coyne
- Steven Drozd
- Michael Ivins
- Kliph Scurlock
- Derek Brown